# Sfârșitul lumii (serial)
Sfârșitul lumii (titlu original în engleză The End of the F***ing World) este un serial britanic dramatic de comedie neagră. Primul sezon a avut opt episoade și a avut premiera pe Channel 4⁠(d) în Regatul Unit la 24 octombrie 2017, după care următoarele episoade au fost lansate pe All 4. Netflix s-a ocupat de distribuția internațională și l-a lansat internațional la 5 ianuarie 2018.
Povestea îi prezintă pe James (Alex Lawther), un tânăr de 17 ani care se crede psihopat, și pe Alyssa Foley (Jessica Barden⁠(d)), o colegă de clasă furioasă care vede în James o șansă de a scăpa de viața ei tumultoasă de acasă. 
În roluri secundare interpretează Gemma Whelan⁠(d), Wunmi Mosaku⁠(d), Steve Oram⁠(d), Christine Bottomley⁠(d), Navin Chowdhry⁠(d), Barry Ward⁠(d) și Naomi Ackie⁠(d).

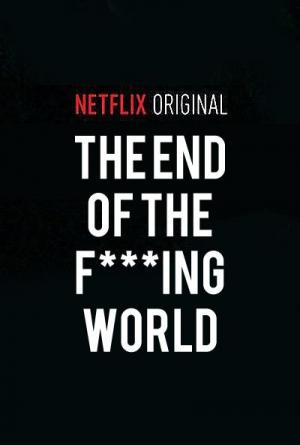

Se bazează pe benzile desenate omonime (The End of the Fucking World) ale lui Charles Forsman⁠(d), care au fost colectate într-o carte în 2013. Creatorul seriei, Jonathan Entwistle, l-a contactat pentru a realiza un film, iar un scurtmetraj a fost realizat în 2014. Scurtmetrajul este considerat a fi pierdut, fără nicio modalitate de a accesa filmul online. În schimb, a fost comandat un serial în opt părți, filmările începând din aprilie 2017.
A fost scris de Charlie Covell, iar episoadele au fost regizate de Entwistle și Lucy Tcherniak. 
În august 2018, serialul a fost reînnoit cu un al doilea sezon, care a avut premiera pe Channel 4 la 4 noiembrie 2019, după care toate cele opt episoade au fost lansate pe All 4 și la nivel internațional pe Netflix a doua zi.
Covell a declarat înainte de lansarea celui de-al doilea sezon că nu intenționează să producă un al treilea sezon.
Serialul a fost lăudat pentru scriere, execuție și subiect, precum și pentru interpretarea lui Lawther și Barden. Ambele sezoane au fost nominalizate la premiul British Academy Television pentru cel mai bun serial dramatic, cel de-al doilea sezon câștigând premiul în 2020, precum și un premiu Peabody în 2019.

## Rezumat
James este un tânăr de 17 ani care crede că este un psihopat . El ucide animale ca un hobby, dar se plictisește de acest lucru și decide că vrea să încerce să omoare un om. O consideră pe Alyssa viitoarea sa victimă; aceasta este o colegă de clasă de 17 ani, răzvrătită, cu probleme proprii. 
Ea îi propune să fugă împreună, sperând într-o aventură departe de viața ei turbulentă de acasă, iar James este de acord cu intenția de a găsi o oportunitate de a o ucide. 
Cei doi pornesc într-o călătorie prin Anglia și încep să dezvolte o relație după o serie de accidente.

## Distribuție

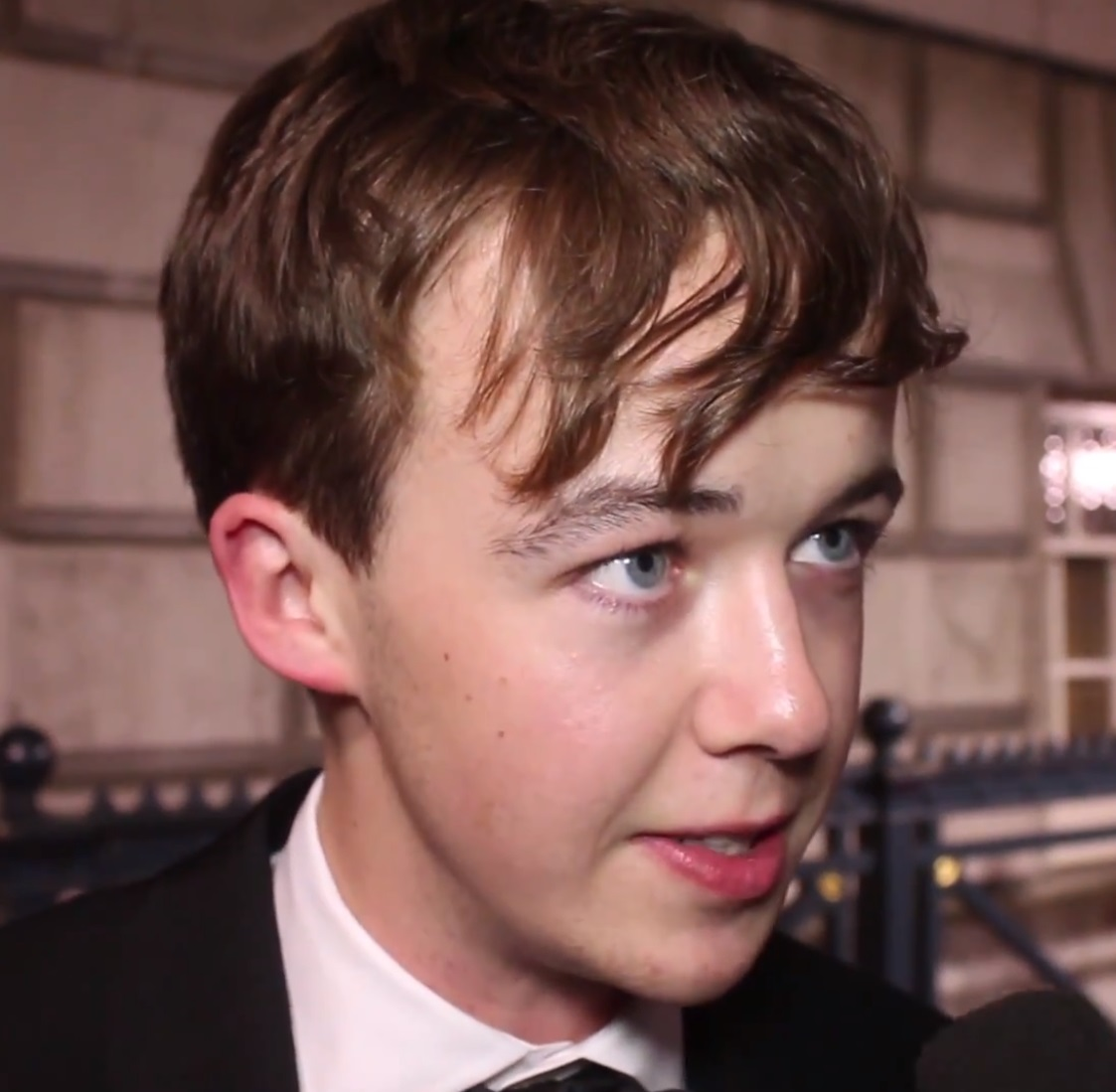
Alex Lawther

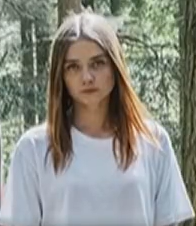
Jessica Barden

### Roluri principale
- Alex Lawther – James, un tânăr deranjat de 17 ani care crede că este un psihopat; interesul amoros al Alyssei[8]
  - Jack Veal⁠(d) – James tânăr[9]
- Jessica Barden⁠(d) – o adolescentă rebelă; victima preconizată a lui James[8]
  - Holly Beechey – Alyssa tânără
- Naomi Ackie⁠(d) – Bonnie, o tânără care pornește într-o călătorie pentru a răzbuna moartea iubitului ei (sezonul 2)

### Roluri secundare
- Gemma Whelan⁠(d) – Eunice Noon, o polițistă și partenera lui Darego (sezonul 1)
- Wunmi Mosaku⁠(d) – Teri Darego, o polițistă și partenera severă a lui Noon (sezonul 1)
- Steve Oram⁠(d) – Phil, tatăl lui James
- Christine Bottomley⁠(d) – Gwen, mama Alyssei
- Navin Chowdhry⁠(d) – Tony, tatăl vitreg abuziv al Alyssei (sezonul 1)
- Jonathan Aris⁠(d) – Clive Koch, un autor, profesor, criminal în serie și violator
- Barry Ward⁠(d) – Leslie Foley, tatăl înstrăinat al Alyssei, traficant de droguri (sezonul 1)

## Episoade
| Sezonul | Sezonul | Episoade | Episoade | Premiera TV       | Premiera TV |
| ------- | ------- | -------- | -------- | ----------------- | ----------- |
|         | 1       | 8        | 8        | 24 octombrie 2017 |             |
|         | 2       | 8        | 8        | 4 noiembrie 2019  |             |

### Sezonul 1 (2017)
| Nr. în serial | Episode    | Regizat de                          | Scris de       | Data lansării     |
| ------------- | ---------- | ----------------------------------- | -------------- | ----------------- |
| 1             | Episodul 1 | Jonathan Entwistle                  | Charlie Covell | 24 octombrie 2017 |
| 2             | Episodul 2 | Jonathan Entwistle                  | Charlie Covell | 24 octombrie 2017 |
| 3             | Episodul 3 | Jonathan Entwistle                  | Charlie Covell | 24 octombrie 2017 |
| 4             | Episodul 4 | Jonathan Entwistle                  | Charlie Covell | 24 octombrie 2017 |
| 5             | Episodul 5 | Jonathan Entwistle & Lucy Tcherniak | Charlie Covell | 24 octombrie 2017 |
| 6             | Episodul 6 | Lucy Tcherniak                      | Charlie Covell | 24 octombrie 2017 |
| 7             | Episodul 7 | Lucy Tcherniak                      | Charlie Covell | 24 octombrie 2017 |
| 8             | Episodul 8 | Lucy Tcherniak                      | Charlie Covell | 24 octombrie 2017 |

### Sezonul 2 (2019)
| Nr. în serial | Episode    | Regizat de          | Scris de       | Data lansării    |
| ------------- | ---------- | ------------------- | -------------- | ---------------- |
| 9             | Episodul 1 | Lucy Forbes         | Charlie Covell | 4 noiembrie 2019 |
| 10            | Episodul 2 | Lucy Forbes         | Charlie Covell | 4 noiembrie 2019 |
| 11            | Episodul 3 | Lucy Forbes         | Charlie Covell | 4 noiembrie 2019 |
| 12            | Episodul 4 | Lucy Forbes         | Charlie Covell | 4 noiembrie 2019 |
| 13            | Episodul 5 | Destiny Ekaragha⁠(d) | Charlie Covell | 4 noiembrie 2019 |
| 14            | Episodul 6 | Destiny Ekaragha    | Charlie Covell | 4 noiembrie 2019 |
| 15            | Episodul 7 | Destiny Ekaragha    | Charlie Covell | 4 noiembrie 2019 |
| 16            | Episodul 8 | Destiny Ekaragha    | Charlie Covell | 4 noiembrie 2019 |